# Движение профессионалов «Speranța-Надежда»
Движение профессионалов «Speranţa-Надежда» (рум. Mișcarea Profesioniștilor „Speranța-Nadejda”) — политическая партия в Республике Молдова.

## История партии
Движение профессионалов «Speranţa-Надежда» (ДП «Speranţa-Надежда») сформировалось 30 апреля 1997 года, имея под собой цель защита и продвижение политических, экономических, социальных прав человека; создание благоприятных условий для использования человеческого потенциала и продвижения демократических ценностей.

## Руководство партии
- Андрей Доникэ — координационный сопредседатель Движения профессионалов «Speranţa-Надежда»

## Результаты на выборах
На парламентских выборах 1998 года Движение профессионалов «Speranţa-Надежда» участвовала в составе Избирательного блока «Социал-демократический блок Speranța (Надежда)». В результате блок получил получила 1,31 % голосов избирателей, и не смог преодолеть порог в 4 %.
На всеобщих местных выборах 1999 года Движение профессионалов «Speranţa-Надежда» участвовала в составе Избирательного блока «Социал-демократический союз Furnica-Speranța (Муравей-Надежда)».
- Уездные советы и совет муниципия Кишинэу — 5,13 % голосов и 16 мандатов.
- Муниципальные, городские и сельские (коммунальные) советы — 4,08 % голосов и 249 мандата.
- 18 кандидатов блока были избраны примарами.

На парламентских выборах 2001 года Движение профессионалов «Speranţa-Надежда» участвовала в составе Избирательного блока «Альянс Брагиша». Блок набрал 13,36 % голосов и 19 мандатов, из которых 1 мандат достался Движению профессионалов «Speranţa-Надежда».
На всеобщих местных выборах 2003 года Движение профессионалов «Speranţa-Надежда» участвовала самостоятельно.
- Районные и муниципальные советы — 0,18 % голосов и 2 мандата.
- Городские и сельские советы — 0,22 % голосов и 19 мандатов.
- 3 кандидата были избраны примарами.

На всеобщих местных выборах 2007 года Движение профессионалов «Speranţa-Надежда» участвовала самостоятельно.
- Районные и муниципальные советы — не набрал никаких голосов.
- Городские и сельские советы — не набрал никаких голосов.
- Никто не был избран примаром.

На парламентских выборах 2019 года Движение профессионалов «Speranţa-Надежда» участвовала самостоятельно.
- По пропорционнальной системе — 0,20 % голосов при 6 % избирательного порога для прохождения в Парламент.
- По одномандатным округам никто не баллотировался.
- В итоге никто из кандидатов депутатом не стал.

На всеобщих местных выборах 2019 года Движение профессионалов «Speranţa-Надежда» участвовала самостоятельно.
- Районные и муниципальные советы — 0,05 % голосов.
- Городские и сельские советы — 0,01 % голосов и 2 мандата.
- 1 кандидат был избран примаром — Андрей Доникэ (село Кондрица)